# Варкизское соглашение
Варкизское соглашение, также известное как Варкизский пакт или Варкизское мирное соглашение — соглашение, заключенное 12 февраля 1945 года в Варкизе (ныне Вари), пригороде Афин, между греческим министром иностранных дел и генеральным секретарем Коммунистической партии Греции (КПГ), после поражения ЭАМ-ЭЛАС во время 50-дневных декабрьских событий. Один из аспектов соглашения (статья IX) предусматривал проведение плебисцита в течение года для решения проблем, связанных с греческой Конституцией. Этот плебисцит поможет провести выборы и тем самым создать учредительное собрание, которое разработает новый основной закон. Другим аспектом договора было, что обе стороны согласились с тем, что союзники посылают наблюдателей для проверки законности выборов. Соглашение также гарантировало, что членам ЭAM-ЭЛАС будет разрешено участвовать в политической деятельности, если они сдадут своё оружие. Кроме того, все гражданские и политические свободы будут гарантированы наряду с обязательством греческого правительства создать неполитическую национальную армию.

## Условия

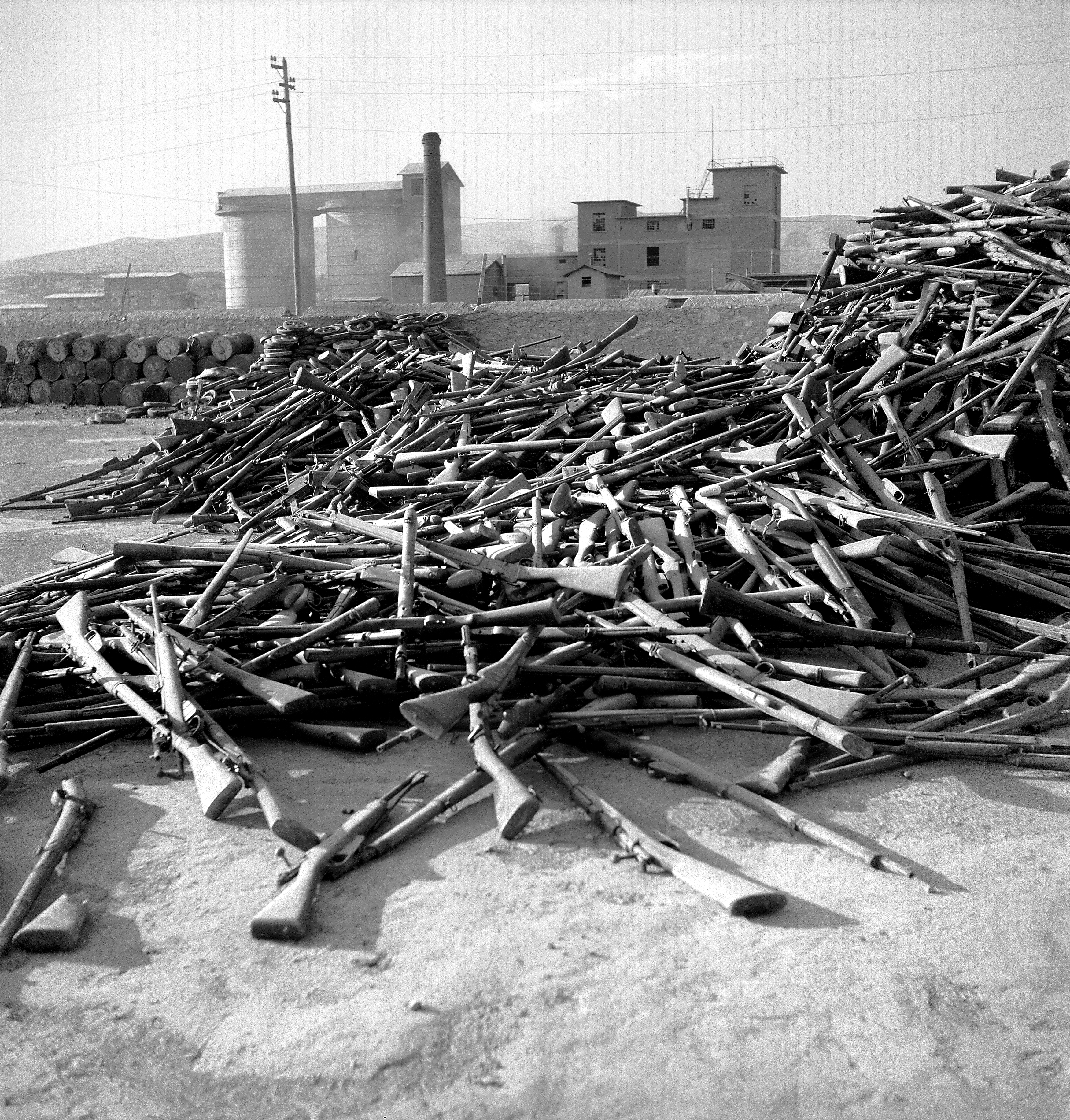
Сданное оружие

Соглашение предусматривало отмену военного положения, амнистию всем политическим заключенным, освобождение заложников, установление в стране свободы слова, печати, собраний, профсоюзов. Правительство страны обязывалось очистить государственный аппарат от лиц, сотрудничавших с немецко-фашистскими оккупантами, разоружить все вооруженные отряды и создать регулярную армию.
Варкизское соглашение предусматривало проведение референдума о государственном устройстве страны (референдум о монархии), а затем всеобщих свободных парламентских выборов. В этих условиях руководство национально-освободительного фронта Греции соглашалось разоружить Народно-освободительную армию Греции (ЭЛАС).

## Разоружение
В договоре оговаривалось, что ЭАМ-ЭЛАС разоружатся. Согласно записям, в течение следующих нескольких дней или недель было сдано 100 артиллерийских орудий различных типов, 81 тяжелый миномет, 138 легких минометов, 419 пулеметов, 1412 автоматов, 713 автоматических винтовок, 48 973 винтовки и пистолета, 57 противотанковых ружей и 17 радиостанций.
Однако реальные цифры выше, так как некоторые отказались принимать квитанции за свое оружие. Панайотис Кумукелис рассказывает «обо всём этом горе», что он отказался от квитанции за своё оружие, и поэтому его впоследствии пытали члены батальонов безопасности, поскольку он не мог предъявить свою квитанцию.

## Последствия
Соглашение так и не было полностью выполнено, поскольку сторонники левого толка отказались полностью разоружаться, а правительство не проводило полной амнистии. Одной из главных проблем было то, что договор давал амнистию только по политическим преступлениям, но многие действия коммунистов классифицировались как уголовные. Последующие события повлекли за собой массовые аресты и убийства коммунистов различными формированиями.
Хотя Варкизское соглашение не было полностью приведено в исполнение, тем не менее это была дипломатическая попытка официально прекратить гражданскую войну. Коммунистическая партия Греции оставалась легальной во время гражданской войны в Греции до 27 декабря 1947 года.

## Участники переговоров
| Греческое правительство |                                                      |
| Имя                     | Должность                                            |
| Иоаннис Софианопулос    | Министр иностранных дел Греции                       |
| Периклис Раллис         | Министр внутренних дел Греции                        |
| Пафсаний Кацотас        | Военный советник греческого правительства            |
| Левые силы              |                                                      |
| Имя                     | Должность                                            |
| Йоргис Сиантос          | Генеральный секретарь Коммунистической партии Греции |
| Илиас Циримокос         | Генеральный секретарь Социалистической партии Греции |
| Димитриос Парцалидис    | Секретарь Центрального комитета ЭАМ                  |
| Стефанос Сарафис        | Военный советник ЭАМ                                 |